# Edgar Cortright
Edgar Maurice Cortright est un scientifique et ingénieur en aérospatiale américain, haut fonctionnaire de la National Aeronautics and Space Administration (NASA).
Né le 29 juillet 1923 à Hastings et mort le 4 mai 2014 à Palm City, il a, au cours de sa carrière, notamment occupé les fonctions de directeur du Centre de recherche Langley et de président du conseil chargé d'enquêter sur l'explosion survenue lors de la mission Apollo 13 en 1970.